# Synthesia
Synthesia — компания, специализирующаяся на создании контента и разработке программного обеспечения с использованием ИИ. Среди клиентов компании, по данным на январь 2025 года, более 60 % компаний из списка Fortune 100. Штаб-квартира расположена в Лондоне.

## История
Программное обеспечение Synthesia базируется на архитектуре глубокого обучения, разработанной Лурдес Агапито и Маттиасом Ниснером. Компания была основана в 2017 году Лурдес Агапито, Маттиасом Ниснером, Виктором Рипарбелли и Штеффеном Тьеррилдом.
В 2019 году Synthesia привлекла 3,1 млн долларов посевных инвестиций. В 2020 году среди клиентов Synthesia были названы Amazon, Tiffany & Co. и IHG Hotels & Resorts.
В апреле 2021 года компания привлекла 12,5 млн долларов инвестиций. В декабре Synthesia получила уже 50 млн долларов инвестиций под руководством Kleiner Perkins и GV.
В июне 2023 года, в ходе очередного раунда финансирования, Synthesia привлекла 90 млн долларов от Accel и Nvidia NVentures, достигнув оценки в 1 млрд долларов и получив статус единорога.
В январе 2024 года компания представила ИИ-видеоассистента, способного преобразовывать текст в видеоформат. В апреле, имея 55 тыс. клиентов, включая половину компаний из списка Fortune 100, Synthesia запустила функцию «эксклюзивных аватаров».
В феврале 2024 года компания заявила об усовершенствовании систем обнаружения неправомерного использования, чуть позже Synthesia внедрила процедуру проверки новых пользователей и модерации контента.

### 2025
К началу 2025 года клиентская база Synthesia достигла 60 тыс., включая более 60 % компаний из списка Fortune 100. В январе 2025 года компания привлекла 180 млн долларов в рамках раунда Серии D под руководством NEA при участии новых инвесторов World Innovation Lab (WiL), Atlassian Ventures и PSP Growth, а также действующих инвесторов GV, MMC Ventures и FirstMark. В результате раунда финансирования оценка Synthesia удвоилась до 2,1 млрд долларов. Общий объём привлечённых инвестиций к 2025 году составил 330 млн долларов. Инвестиции 2025 года планируется направить на дальнейшее развитие продуктов, расширение штата и географическое расширение компании в Северной Америке, Европе, Японии и Австралии.
В январе 2025 года должность технического директора Synthesia занял Питер Хилл, ранее он 25 лет работал в Amazon и два года был генеральным директором и директором по продуктам Wildfire Studios.
В феврале 2025 года государственный секретарь Великобритании по науке, инновациям и технологиям Питер Кайл отметил «новаторские решения Synthesia в области генеративного ИИ».

## Технология
Synthesia — платформа, которая в основном используется корпорациями для создания обучающих, ознакомительных и коммуникационных видео. Также платформа применяется в рекламных кампаниях, для создания новостных материалов, демонстраций продуктов и чат-ботов. В основе работы Synthesia лежит программный алгоритм, имитирующий речь и мимику человека. Алгоритм анализирует видеозаписи речи и произношение фонем, что позволяет создавать видео с синтезированной речью, визуально и акустически неотличимые от оригинала.
Пользователи могут создавать контент, используя библиотеку готовых аватаров или создавать собственные цифровые образы. Для этого платформа предлагает инструменты редактирования видео на базе ИИ. Аватары могут использоваться для озвучивания текста в видео. По состоянию на август 2021 года, база голосов Synthesia включала различные варианты на более чем 60 языках.
Платформа Synthesia устанавливает запрет на использование своего программного обеспечения для создания дипфейков без согласия, включая изображения знаменитостей и политических деятелей, даже в сатирических целях. Для использования цифрового образа человека необходимо предоставить явное согласие и пройти процедуру предварительной проверки, чтобы исключить неправомерное использование технологии.

## Дипфейки
В 2018 году Synthesia впервые продемонстрировала возможности своей технологии в программе «Click», представив видео с дипфейком Мэтью Амроливала, говорящего на испанском, китайском и хинди языках.
29 апреля 2019 года Synthesia представила социальную рекламу с футболистом Дэвидом Бекхэмом, которая демонстрирует потенциал технологий дипфейков. В ролике Бекхэм рассказывает об опасности малярии, при этом используя технологии ИИ, позволяющие ему «говорить» на девяти языках — все это сделано с помощью синхронизации мимики и движений губ с голосами девяти актёров, переживших болезнь. Основатель Synthesia Виктор Рипарбелли отметил, что процесс создания «цифрового слепка» занимает всего несколько минут, и после этого никакое специальное оборудование не требуется.
В 2021 году Synthesia в партнёрстве с Lay's запустила рекламную кампанию Messi Messages с участием футболиста Лионеля Месси. В рамках кампании пользователи могли создавать персонализированные сообщения, используя программное обеспечение Synthesia, и отправлять видеосообщения дополненной реальности от имени Месси на основе введённого текста. Кампания была отмечена премией Cannes Lion Award.